# Milorad Ekmečić
Milorad Ekmečić (v srbské cyrilici Милорад Екмечић, 4. října 1928 – 29. srpna 2015) byl srbský historik původem z Bosny a Hercegoviny, účastník partyzánského boje.
V období po druhé světové válce spolupracoval na tvorbě celé řady historických publikací, které se věnovaly moderním dějinám jak tehdejší Jugoslávie, tak i Balkánu. Na přelomu 70. a 80. let se stal členem jak SANU, tak i Akademie věd Bosny a Hercegoviny.
Po rozpadu SFRJ podporoval ideu existence Republiky srbské a politiku tehdejšího prezidenta Srbska, Slobodana Miloševiće. Rovněž vyslovil obavu z nárůstu neoosmanismu a přeskupení velmocenských bloků takovým způsobem, že by bylo opět obnoveno Turecko jako světová mocnost a budování celosvětového impéria v podobě Spojených států